# Canindé de São Francisco
Canindé de São Francisco là một đô thị thuộc bang Sergipe, Brasil. Đô thị này có diện tích 908,2 km², dân số năm 2007 là 21813 người, mật độ 24,02 người/km².